# Marcusenius brucii
Marcusenius brucii és una espècie de peix pertanyent a la família dels mormírids i a l'ordre dels osteoglossiformes.

## Etimologia
Marcusenius fa referència a l'ictiòleg Johann Marcusen, mentre que l'epítet brucii honora la figura del comandant G. E. Bruce per haver-ne aconseguit un espècimen i presentar-ho al Museu Britànic.

## Descripció
Fa 33 cm de llargària màxima. Absència d'espines a les aletes dorsal i anal. 24-36 radis tous a l'única aleta dorsal i 29-31 a l'anal. Aleta caudal forcada. Boca en posició terminal. 59-68 escates a la línia lateral i 12-12 al voltant del peduncle caudal. Sense barbetes sensorials ni aleta adiposa. Es diferencia de Marcusenius senegalensis només en la forma del cos i el peduncle caudal. Pot emetre descàrregues elèctriques febles.

## Hàbitat i distribució geogràfica
És un peix d'aigua dolça, demersal, no migratori i de clima tropical, el qual viu a Àfrica: els rius Ogun i Osun al sud de Nigèria i Mono a Togo (i, probablement també, a Benín i Ghana).

## Estat de conservació
Les seues principals amenaces són la pèrdua i degradació del seu hàbitat a causa de l'agricultura, el desenvolupament urbà, la desforestació i la pesca per al consum humà.

## Observacions
És inofensiu per als humans i el seu índex de vulnerabilitat és de baix a moderat (34 de 100).